# Grosbreuil
Grosbreuil é uma comuna francesa na região administrativa da Pays de la Loire, no departamento de Vendéia. Estende-se por uma área de 36,33 km². Em 2010 a comuna tinha 2 241 habitantes (densidade: 61,7 hab./km²).